# جون أتوود
جون أتوود (بالإنجليزية: John Atwood)‏ هو لاعب كرة قدم أمريكية أمريكي، ولد في 27 يناير 1923 في جينسفيل في الولايات المتحدة، وتوفي في 13 يوليو 2008 في هيوستن في الولايات المتحدة.

## وصلات خارجية
- جون أتوود على موقع مرجع كرة القدم المحترفة.كوم (الإنجليزية)